# Seemannskirche St. Clemens

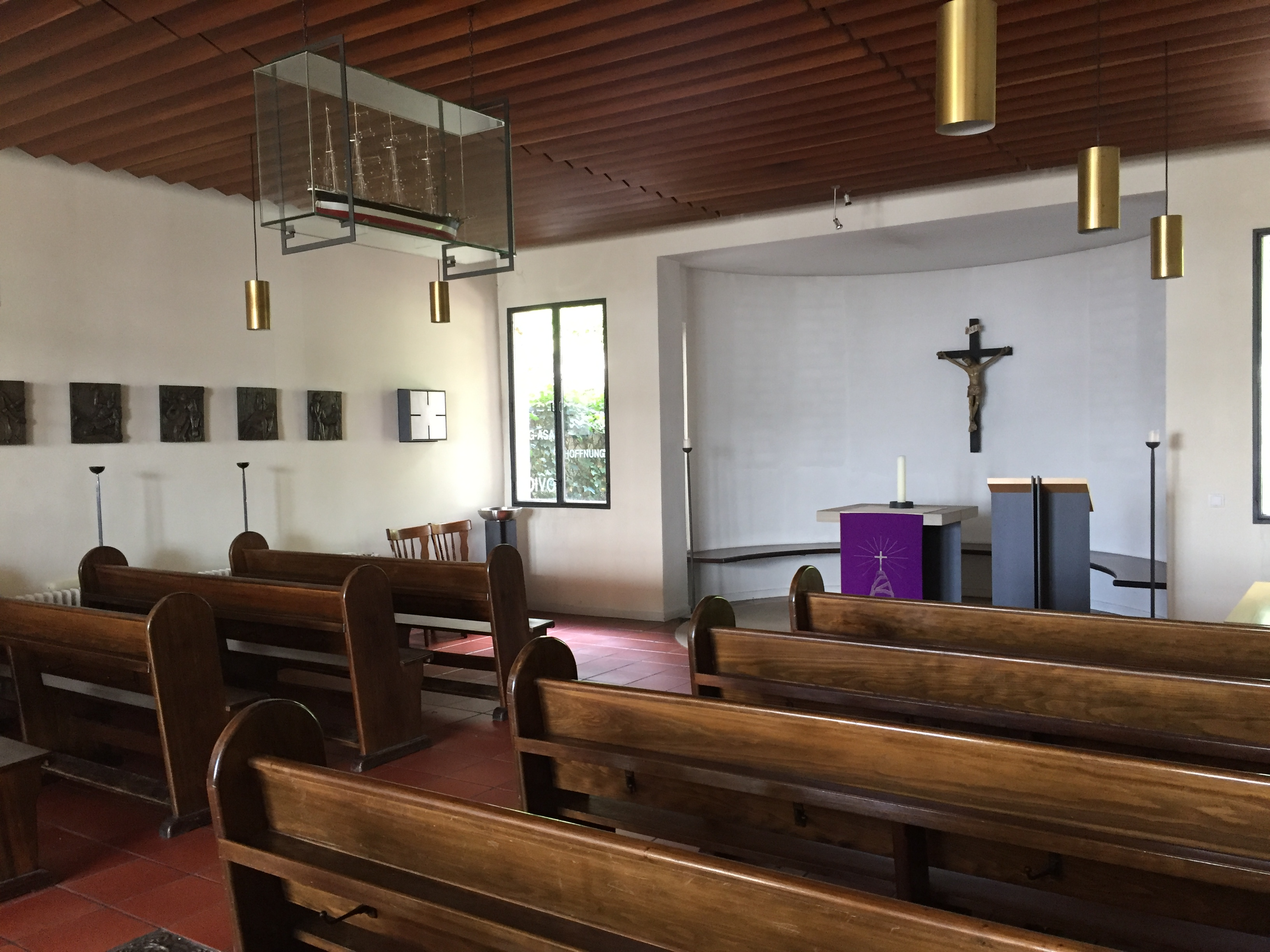
Seemannskirche St. Clemens am Hafen

Die Seemannskirche St. Clemens befindet sich in der Seemannsmission am Hafen in Hamburg-Altona-Altstadt. Sie ist nach dem Märtyrer Clemens von Rom benannt, der als Vorbild für Seeleute gilt.
Die Seemannskirche wird vom Verein Deutsche Seemannsmission Hamburg-Altona e.V. betrieben, der in Verbindung mit der Evangelisch-Lutherischen Kirche in Norddeutschland steht. Sie ist jeden Tag von 9 Uhr morgens bis 21 Uhr abends geöffnet und will Menschen aller Konfessionen einen Raum für Gebet bieten.
2008 wurde der Kirchenraum umgebaut und vom Diplom-Designer Andreas Kasparek neu gestaltet.

## Belege
1. ↑  Mission und Zielbeschreibung, abgerufen am 27. April 2019

Koordinaten: 53° 32′ 40,4″ N, 9° 56′ 43,9″ O